# Sutton United Football Club
Sutton United Football Club é um clube de futebol profissional da Inglaterra, com sede na cidade de Sutton (Londres). Fundado em 1898 (127 anos), disputa a National League, equivalente à quinta divisão do futebol inglês. Tem como estádio o Gander Green Lane, com capacidade para 5 013 pessoas. Seu presidente é Bruce Elliott, e Paul Doswell é o atual treinador do clube.

## Títulos
| Títulos                           | N.º  | Anos                                                                                     |      |      |      |
| Liga                              | Liga | Liga                                                                                     | Liga | Liga | Liga |
| --------------------------------- | ---- | ---------------------------------------------------------------------------------------- | ---- | ---- | ---- |
| National League South             | 1    | 2015–16                                                                                  |      |      |      |
| Isthmian League Premier Division  | 5    | 1966–67, 1984–85, 1985–86, 1998–99, 2010–11                                              |      |      |      |
| Athenian League                   | 3    | 1927–28, 1945–46, 1957–58                                                                |      |      |      |
| Copas                             |      |                                                                                          |      |      |      |
| Anglo-Italian Cup                 | 1    | 1979                                                                                     |      |      |      |
| Athenian League Challenge Cup     | 4    | 1946, 1956, 1962, 1963                                                                   |      |      |      |
| Bob Lord Trophy                   | 1    | 1991                                                                                     |      |      |      |
| Isthmian League Cup               | 4    | 1983, 1984, 1986, 1998                                                                   |      |      |      |
| Isthmian League Full Members' Cup | 2    | 1992, 1996                                                                               |      |      |      |
| London Senior Cup                 | 2    | 1958, 1983                                                                               |      |      |      |
| South Thames Cup                  | 3    | 1955, 1967, 1968                                                                         |      |      |      |
| Surrey Senior Cup                 | 15   | 1946, 1965, 1968, 1970, 1980, 1983, 1984, 1985, 1986, 1987, 1988, 1993, 1995, 1999, 2003 |      |      |      |

 Fonte: «Sutton United FC: Official Programme». 16 de abril de 2011